# Wolfurt
Wolfurt é um município da Áustria, situado no distrito de Bregenz, no estado de Vorarlberg. Tem 10 km² de área e sua população em 2019 foi estimada em 8.576 habitantes.